# Iana Tchourikova
Pour les articles homonymes, voir Tchourikova.
 (octobre 2017).
Si vous disposez d'ouvrages ou d'articles de référence ou si vous connaissez des sites web de qualité traitant du thème abordé ici, merci de compléter l'article en donnant les références utiles à sa vérifiabilité et en les liant à la section « Notes et références ».
 (juillet 2024).
- Si vous ne connaissez pas le sujet, laissez ce bandeau (vous pouvez alors contacter les auteurs).
- Si vous supprimez le contenu mis en cause (vous pouvez préalablement contacter les auteurs),

argumentez précisément cette suppression dans la page de discussion
(un manque de référence n'est pas un argument ; une recherche réelle de référence doit avoir été effectuée, être formellement documentée).
Iana Alekseïevna Tchourikova (en russe : Яна Алексеевна Чурикова), née le 6 novembre 1978 à Moscou, est une présentatrice de télévision et journaliste russe sur la chaîne Perviy Kanal, Première chaîne de la télévision publique de Russie.
Elle est principalement connue pour présenter l'émission populaire Fabrika Zviozd depuis 2002, équivalent à Star Academy en France.

## Biographie
En 1995-2000, Iana Tchourikova étudie à l'Université d'État de Moscou au département de radiodiffusion télévisuelle et radiophonique de la Faculté de journalisme. Elle est diplômée de l'université en 2000.
Depuis avril 2002, elle travaille sur Pervi Kanal où elle fait ses débuts en tant qu'animatrice du programme de divertissement pour les jeunes Objective. Puis elle a animé des programmes télévisés tels que Good Morning, Star Factory, Golden Gramophone, Histoire de la chanson, Cruel Intentions, concerts télévisés, etc. Elle a commenté à plusieurs reprises les émissions du concours Eurovision de la chanson.
En novembre 2016, elle co-anime le tirage au sort de la Coupe des confédérations 2017.
Le 3 mars 2018, lors de l'élection présidentielle, avec Dmitry Guberniev et Fiodor Bondartchouk, elle a dirigé un concert de soutien à la candidature de Vladimir Poutine au stade Loujniki.